# Robert Grzeszczak (prawnik)
Robert Grzeszczak (ur. 19 czerwca 1974) – polski prawnik, profesor nauk społecznych, specjalista w zakresie prawa Unii Europejskiej, prawa międzynarodowego publicznego i prawa konstytucyjnego. 

## Życiorys
W 1998 ukończył studia prawnicze na Wydziale Prawa, Administracji i Ekonomii Uniwersytetu Wrocławskiego. Tam też w 2003 na podstawie napisanej pod kierunkiem Krzysztofa Wójtowicza rozprawy pt. Parlamenty narodowe państw członkowskich w Unii Europejskiej otrzymał stopień naukowy doktora nauk prawnych w zakresie prawa, specjalność: prawo konstytucyjne. 
W 2012 roku na Wydziale Prawa i Administracji Uniwersytetu Warszawskiego na podstawie dorobku naukowego oraz rozprawy pt. Władza wykonawcza w systemie Unii Europejskiej uzyskał stopień doktora habilitowanego nauk prawnych w zakresie prawa. Został profesorem Uniwersytetu Warszawskiego w Instytucie Prawa Międzynarodowego. W 2019 roku nadano mu tytuł profesora nauk społecznych. 
Specjalizuje się w europejskim prawie instytucjonalnym i materialnym, zwłaszcza w prawie rynku wewnętrznego UE, w prawie międzynarodowym oraz porównawczym prawie ustrojowym. Jako stypendysta różnych fundacji i agend rządowych (Polski, Niemiec, USA) studiował i odbywał staże badawcze m.in. w Uniwersytecie im. Humboldta w Berlinie, Wolnym Uniwersytecie w Berlinie, Uniwersytecie w Perugii, Sądzie Najwyższym USA, Europejskim Instytucie Uniwersyteckim we Florencji. Uczestniczył w licznych międzynarodowych konferencjach naukowych, autor/współautor i redaktor monografii, podręczników akademickich, artykułów naukowych i popularyzujących naukę prawa, występował jako ekspert m.in. dla Kancelarii Sejmu RP, Senatu RP oraz dla licznych ministerstw i fundacji, prowadził wykłady w KSAP i Rządowym Centrum Legislacji, jako ekspert współpracował z licznymi organizacjami pozarządowymi.
Od 2017 roku jest członkiem Komitetu Nauk Prawnych Polskiej Akademii Nauk, a w kadencji 2020-2023 został wybranym na Przewodniczącego Komitetu Nauk Prawnych PAN, od 2021 roku pełni funkcję Przewodniczącego Rady Naukowej Dyscypliny Nauki Prawne Uniwersytetu Warszawskiego (kadencja 2021-2024), ponadto jest członkiem Rady Programowej Archiwum Osiatyńskiego oraz Rady Programowej Programu Spraw Precedensowych Helsińskiej Fundacji Praw Człowieka, ekspert Team Europe, a w 2022 roku został wybrany do Academia Europea. W 2022 roku został Kierownikiem powołanego na Wydziale Prawa i Administracji UW - Centrum Badań Ustroju Unii Europejskiej. W 2023 roku został wybrany do Rady Doskonałości Naukowej na kadencję 2024-2027. 